# Bouxières-aux-Chênes
Bouxières-aux-Chênes ist eine französische Gemeinde mit 1.412 Einwohnern (Stand: 1. Januar 2022) im Département Meurthe-et-Moselle in der Region Grand Est (bis 2015 Lothringen). Sie gehört zum Arrondissement Nancy und zum Kanton Grand Couronné. Die Einwohner werden Bouxiérois genannt.

## Geographie
Bouxières-aux-Chênes liegt etwa elf Kilometer nordöstlich von Nancy. Umgeben wird Bouxières-aux-Chênes von den Nachbargemeinden Montenoy im Nordwesten und Norden, Leyr im Norden, Armaucourt und Lanfroicourt im Nordosten, Bey-sur-Seille im Nordosten und Osten, Amance im Südosten und Süden, Laître-sous-Amance im Süden, Dommartin-sous-Amance im Süden und Südwesten, Eulmont im Südwesten und Süden sowie Faulx im Nordwesten.

## Bevölkerungsentwicklung
| Jahr                       | 1962 | 1968 | 1975 | 1982 | 1990 | 1999 | 2006 | 2019 |
| Einwohner                  | 656  | 780  | 1002 | 1293 | 1284 | 1312 | 1373 | 1417 |
| Quellen: Cassini und INSEE |      |      |      |      |      |      |      |      |

## Sehenswürdigkeiten
- Kirche Sainte-Madeleine, nach dem Ersten Weltkrieg wiedererrichtet
- Kapelle Sainte-Agathe in Blanzey aus dem 12. Jahrhundert
- Kapelle Saint-Étienne in Ecuelle, Turm aus dem 12. Jahrhundert, Um- und Anbauten aus dem 15. und 18. Jahrhundert

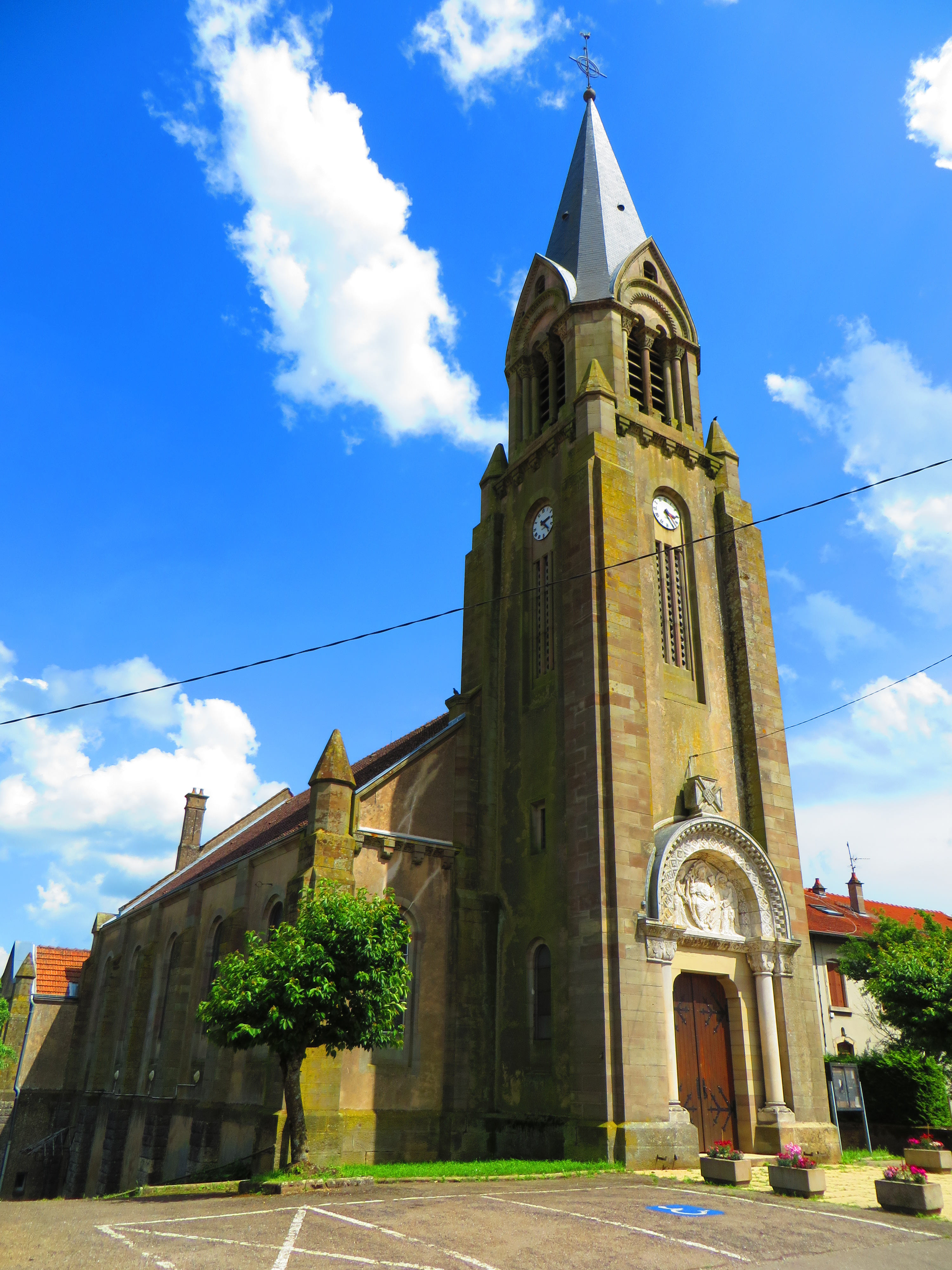
Kirche Sainte-Madeleine

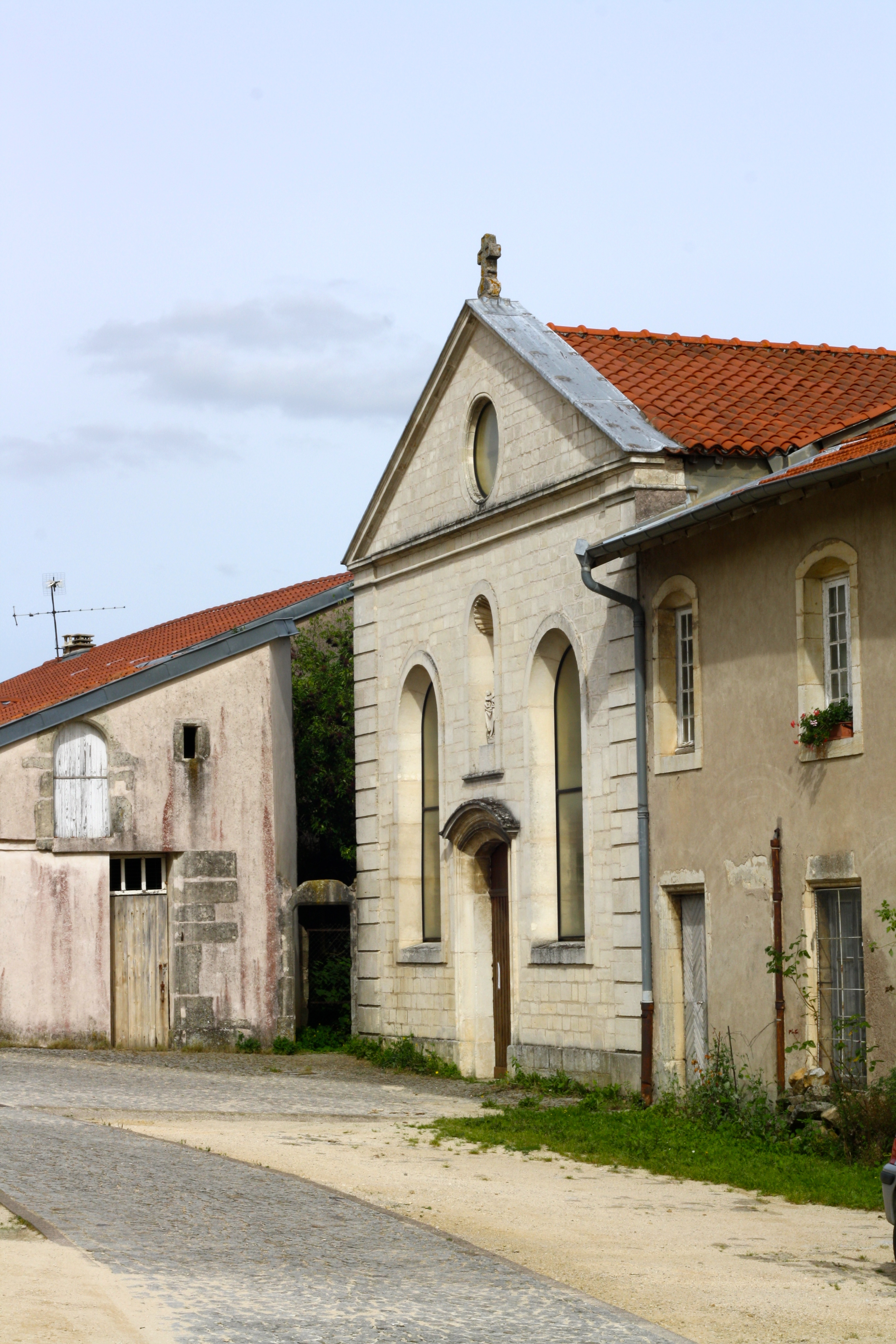
Kapelle Sainte-Agathe

## Persönlichkeiten
- Joseph Gérard (1831–1914), Missionar